# Ángel Pulido Fernández
Ángel Pulido Fernández (Madrid, 29 de febrero de 1852-Madrid, 4 de diciembre de 1932) fue un médico y político español. Promovió a partir de 1904 la campaña filosefardí que tenía por objetivo establecer lazos entre España y las comunidades judías sefardíes europeas y del norte de África formadas por descendientes de los expulsados en 1492 por los Reyes Católicos.

## Estudios

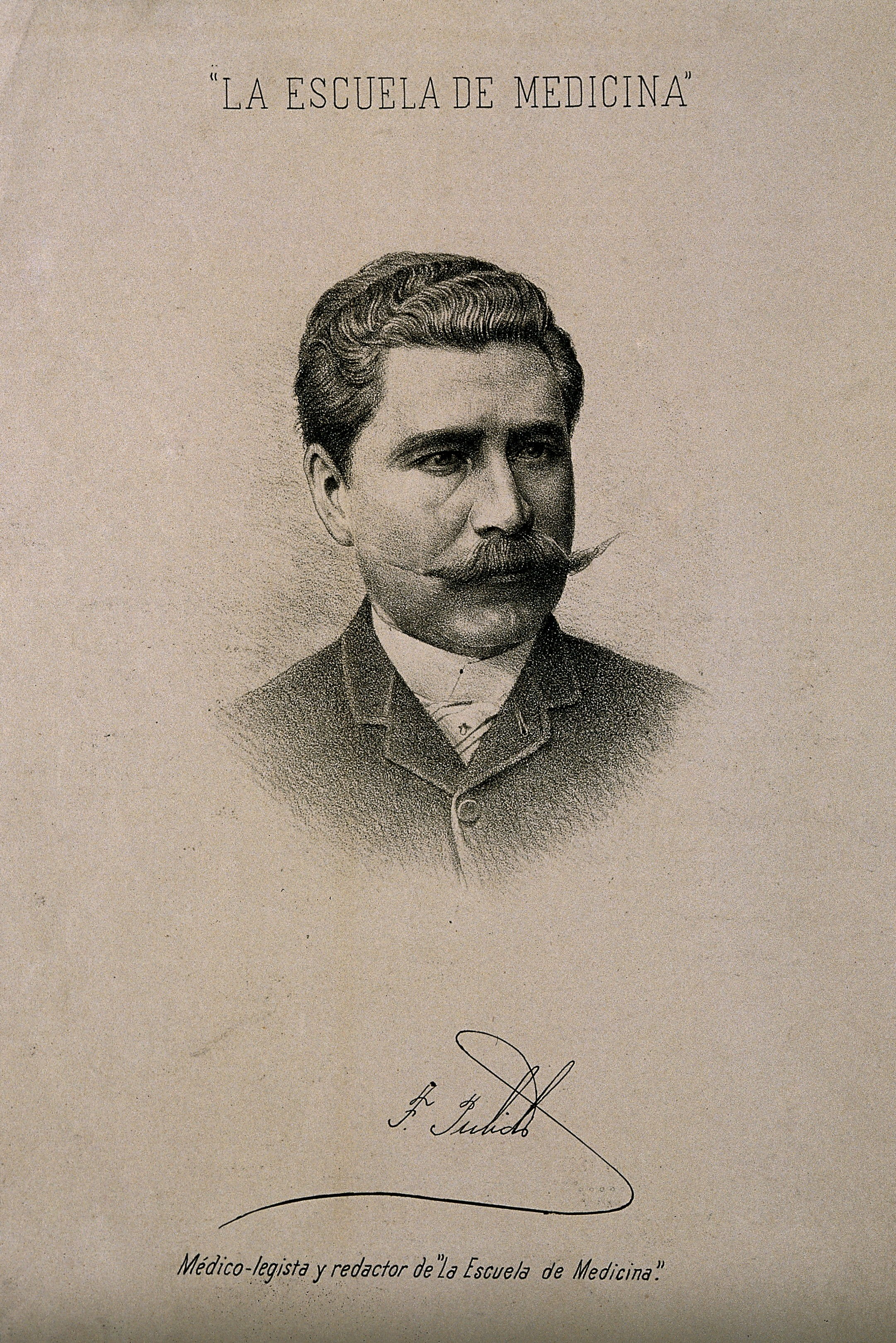
Ángel Pulido Fernández.

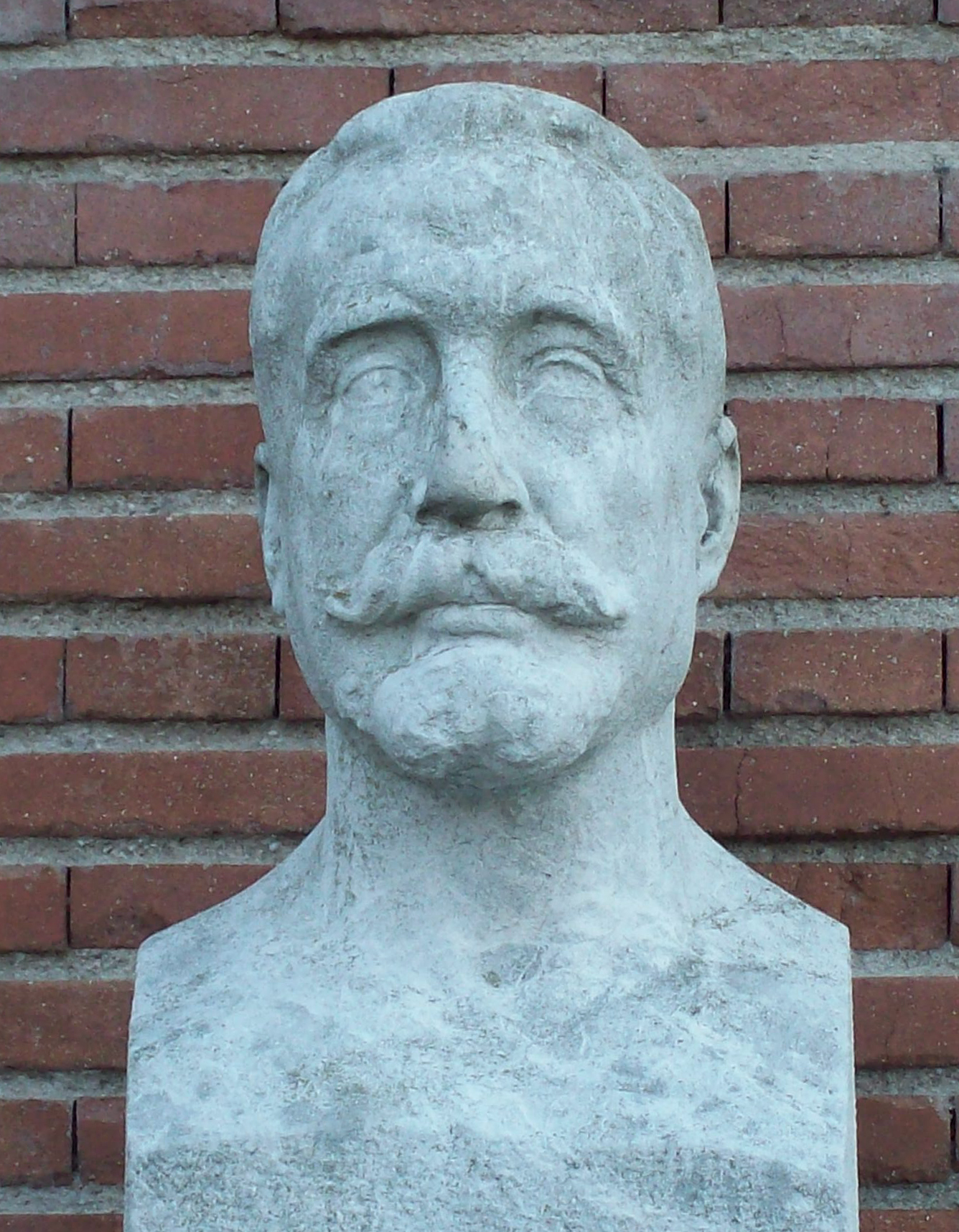
Busto de Ángel Pulido en Madrid (1954), por Miguel Blay.

Nació el 29 de febrero de 1852 en el seno de una familia proveniente de Asturias, dueña de una bodega en el barrio de Balboa (Madrid).
Su primer contacto como alumno en la enseñanza lo realizó en la Escuela Municipal de San Bartolomé y fue fámulo o monaguillo de la Parroquia de San José. La segunda enseñanza la cursó en las Escuelas Pías de San Antón y en el antiguo Instituto de Noviciado.
Estudió Medicina entre 1868 y 1873, obteniendo el título de doctor dos años después. En sus primeros años, trabajó con José María Esquerdo en Zaragoza, y fue profesor de la Escuela de Matronas y de la Institución Libre de Enseñanza. Con formación de cirujano general, ejerció como clínico, técnico y científico, llegando a fundar en 1874 la Sociedad Española de Ginecología junto a Francisco Cortejarana y Aldebó y Eduardo Castillo de Piñeyro. En 1884 accedió a la Real Academia Nacional de Medicina como numerario tras el fallecimiento de José María Santucho y Marengo. Gran parte de su trabajo como médico y político se centró en la administración sanitaria e medicina social. 
Una vez terminado este periodo, acudió al Colegio de San Carlos, donde hizo sus estudios de Medicina. Se licenció en 1873 y años después obtuvo el título de doctor. Durante esta etapa de su vida comenzó a desarrollar su faceta crítica, de manera que escribía en la llamada Gaceta Escolar, en la cual sugería una serie de mejoras necesarias en la enseñanza. 
Fue senador en las Cortes de la Restauración por la Real Academia Nacional de Medicina, por la Universidad de Salamanca y, a partir de 1910, vitalicio. Fue subsecretario de la Gobernación (1906-1907) y fue vocal del Instituto de Reformas Sociales.
En sus años últimos sufrió una crisis depresiva que fue minando su fortaleza física y mental y, cumplidos los ochenta años, falleció en Madrid el 4 de diciembre de 1932.

## Historia
Dentro de la historia de los judíos en España, lo que concierne a Ángel Pulido Fernández es el hecho de que inició un auténtico proceso de reconciliación con ellos mediante la publicación de su libro Los españoles sin patria y la raza sefardí. El doctor Pulido, luchador incansable por causas justas, había conocido años antes la existencia de comunidades de judíos que hablaban castellano antiguo y reconocían que su patria era España.  
Su insistencia propició que, durante la I Guerra Mundial, España diera protección a numerosos judíos que sufrían persecución en Francia o Palestina, pero no será hasta el fin de esta guerra y posterior desmembramiento del Imperio Otomano (en 1924 la dictadura de Primo de Rivera da este importante paso), cuando se promulgue el primer Decreto que permitía a los descendientes de los sefardíes solicitar la nacionalidad española. 
Ya con la II República se reducen las condiciones para solicitar la nacionalidad, lo que generó un clima general de aceptación, que durante la II Guerra Mundial propició que el embajador en Hungría, Ángel Sanz Briz, salvara a muchos judíos con el pretexto de su ascendencia sefardí, algo que no siempre fue real. 
Al final del siglo XIX existía un antisemitismo organizado en España y que imitaba al modelo francés, apoyado especialmente por la Iglesia. Por lo tanto, la corriente filosefardí que había propiciado el médico y político de inclinaciones liberal-conservadoras Ángel Pulido a finales del siglo XX fue el inicio para concienciar a la población española de que había que preocuparse de aquellos “españoles sin patria”.
Como consecuencia de estos sucesos, en diciembre de 1969 se firma la derogación oficial del Decreto de expulsión de los Reyes Católicos y, en 1992, al cumplirse el quinto centenario de éste, se celebró Sefarad 92 que pretendía sellar la reconciliación entre judíos y cristianos. Parece que esta reforma pondrá fin a una herida que lleva siglos abierta, algo que en parte hay que agradecer al Doctor Pulido, quien trabajó para que los españoles sefardíes recuperaran su patria.

### Viaje por el Danubio y Encuentro
El doctor Pulido realizó un viaje en el verano de 1903 por los países del Danubio en el que tomó contacto con las comunidades sefarditas de la región. Tras conocer al profesor Haim Bejerano (director de la escuela sefardí en Bucarest) en el barco, entró en contacto con una serie de profesores e intelectuales con los que mantuvo una intensa correspondencia durante los años posteriores.
Dejaron en él una impresión tan profunda que a su regreso lanzó una campaña filosefardí para promover un acercamiento cultural y económico a España de esas comunidades. Publicó numerosos artículos sobre el tema, la mayor parte en La Ilustración Española e Iberoamericana, para difundir sus ideas tanto en España como en las propias comunidades judías. Hizo también gestiones ante el Gobierno para la protección del judeoespañol, también conocido como ladino, o haquetía entre los hebreos del norte de África.
Ángel Pulido escribió que el objetivo de su acercamiento era, ante todo, nacional y español: Pulido estaba convencido de que los sefarditas dominaban el comercio en el Mediterráneo oriental y que su acercamiento a España sería altamente beneficioso para el país tras la pérdida de las colonias atlánticas. Los artículos fueron reunidos en 1904 en Los israelitas españoles y el idioma castellano. La actitud de Pulido hacia los sefardíes era romántica: en sus escritos ensalza la limpieza que hallaba en las casas y la belleza incomparable de las mujeres sefardíes. Pulido mantuvo relación con las élites mercantiles e intelectuales sefardíes de los Balcanes y el Mediterráneo, sin llegar a establecer contacto con grupos en Anatolia y Medio Oriente, que vivían en condiciones de pobreza.
En 1905 publicó Los españoles sin patria y la raza sefardí, donde analiza la situación de los judíos en el mundo en ese comienzo de siglo y promueve sus ideas para establecer lazos con ellos, al tiempo que publica cientos de cartas de su correspondencia con las comunidades de los Balcanes. Esta obra fue incluida en el Índice de Libros Prohibidos por un decreto del Santo Oficio el 7 de marzo de 1910.
En 1910, bajo el patrocinio del Alfonso XIII fue creada la Unión Hispano-Hebrea con el fin de reconciliar a los sefardíes con España. En el Protectorado español de Marruecos se suscribieron 4.000. Con el patrocinio real se fundaron algunas escuelas para niños sefardíes en Marruecos, y en los Balcanes se dieron ayudas para cátedras de español.
En 1915 se creó en Madrid una cátedra de Hebreo para el profesor Abraham Shalom Yahuda.
Durante la Primera Guerra Mundial vinieron numerosos judíos a España y fue el momento de mayor exaltación de la campaña. En 1916, un grupo de intelectuales y políticos liberales, entre los que se encontraba el líder sionista Max Nordau, que había sido expulsado de Francia, pidió al rey intervenir en favor de los sefardíes de Palestina, amenazados por la política antisemita del gobierno turco.
En 1920, por iniciativa de Pulido fue fundada la Casa Universal de los Sefardíes. Publica La reconciliación hispano-hebrea.
Pulido, profundamente católico, fue hasta el final de sus días un defensor ferviente del sefardismo. Escritores como Rafael Cansinos Assens o Gabriel Alomar apoyaron su campaña.
Falleció el 4 de diciembre de 1932.

### Historia como médico
Para subsistir, en sus comienzos ingresó en 1874 por oposición en los Cuerpos de Sanidad Militar y en la de la Armada; de ambos se separó voluntariamente pocos meses después.
Parte de su formación tuvo lugar junto a José María Esquerdo Zaragoza, profesor de la Escuela Libre de Medicina y al que siempre recordó como uno de sus maestros. Fue profesor de la Escuela de Matronas y de la Institución Libre de Enseñanza, y en 1882 fue nombrado director del Museo de Antropología sucediendo a Pedro González de Velasco, otro de sus maestros. Fue redactor jefe de la revista fundada por Velasco, El Anfiteatro Anatómico Español.
Obtuvo el título de doctor en 1882 con la tesis "La lactancia materna". Dedicó buena parte de su vida a luchar contra el paludismo y la tuberculosis. Tradujo además diversos libros, entre ellos el "Tratado clínico de las enfermedades de las mujeres" de Robert Barnes.

### Historia como político
Fue presidente del Colegio de Médicos de Madrid (1907-1915), del Real Consejo de Sanidad y del Consejo de Protección a la Infancia. Se destacó en la política de aquella época y ostentó diversos cargos de ese carácter, tales como diputado provincial y diputado a Cortes, director general de Sanidad y subsecretario de la Gobernación, senador por la Universidad de Salamanca en las Cortes de la Restauración por la Real Academia Nacional de Medicina, por la Universidad de Salamanca y a partir de 1910, senador real vitalicio. 
También fue consejero de Sanidad y de Instrucción Pública, así como vocal del Instituto de Reformas Sociales, vicepresidente de la Sociedad Anatómica Española. Tuvo su primer contacto con los judíos sefardíes en 1893 y poco tiempo después comenzó a trabajar en campañas dedicadas al acercamiento de los descendientes de los expulsados en 1492 al pueblo e instituciones españolas.

## Aspectos positivos
1. Cirujano general de formación, destacó por su dedicación a la ginecología, en la que brilló como clínico, técnico y científico, fundando en 1874 la Sociedad Española de Ginecología junto a Francisco Cortejarana y Aldebó y Eduardo Castillo de Piñeyro.
2. Dedicó buena parte de su vida a la administración sanitaria, estando siempre muy interesado en la mejora de la atención médica y de los aspectos relacionados con la medicina social.
3. Uno de sus méritos fue la introducción de las especialidades quirúrgicas en el Hospital Provincial de Madrid. A él se debe sin duda el desarrollo de la cirugía especializada a finales del siglo XIX y comienzos del xx no solo en Madrid sino en el resto de España por la importancia que tuvieron dichos cambios en el Hospital Provincial (Hospital General y de la pasión, en Arocha). Hoy día, el Hospital Provincial de Madrid pasó a designarse en el Hospital Clínico San Carlos, ubicado en Moncloa.
4. Preocupado por incorporar a la medicina española las nuevas tendencias que imperaban en otros países realizó multitud de viajes por toda Europa, asistiendo a hospitales y congresos, y siendo a su vuelta siempre referencia obligada para aquellos que querían introducir cambios en la práctica de la medicina. En este sentido son de gran valor sus informes sobre el estado de la medicina y de la sanidad en los países que visitó.
5. A pesar de su dedicación a la política, nunca abandonó su condición de médico y en su haber quedan grandes reformas sanitarias y de higiene pública. Su labor en la defensa e integración social de los ciegos fue de gran calado, de la misma forma que sus desvelos junto a José María Esquerdo Zaragoza para defender la eximente de responsabilidad de determinados pacientes psiquiátricos, como en el caso de los pacientes epilépticos. Una parte de su labor fue continuada por su hijo Ángel Pulido Martín.
6. Gran publicista destacó por sus artículos científicos y sobre todo por sus informes sanitarios que abarcaron todo el campo de la medicina.
7. Recibió diversas condecoraciones como Gran Cruz del Mérito Militar, caballero de la Legión de Honor y Orden de Alberto de Sajonia.